# Kim Collins
Kim Collins (* 5. April 1976 in Ogees, Saint Peter Basseterre) ist ein ehemaliger Leichtathlet aus St. Kitts und Nevis, der 2003 Weltmeister im 100-Meter-Lauf wurde.

## Karriere
Collins nahm erstmals 1997 an einem größeren Wettbewerb teil. Bei den Weltmeisterschaften in Athen schied er jedoch bereits in der ersten Runde der Vorläufe aus. Collins steigerte seine Leistung kontinuierlich und war bei den Olympischen Spielen 2000 in Sydney der erste Athlet seines Landes, der sich jemals für ein olympisches Finale qualifizieren konnte. Am Ende belegte er mit einer Zeit von 10,17 s Rang sieben.
Im Folgejahr gewann Collins bei den Weltmeisterschaften in Edmonton die erste Weltmeisterschaftsmedaille in der Geschichte seines Landes, als er über 200 Meter gemeinsam mit dem US-Amerikaner Shawn Crawford auf Rang drei lief. Über 100 Meter reichte es mit der Zeit von 10,07 s nur zu Rang sechs.
Bei den Commonwealth Games 2002 in Manchester errang Collins seinen ersten größeren Titel. Er siegte über 100 Meter, profitierte jedoch davon, dass zwei andere hoch eingeschätzte Konkurrenten wegen Verletzungen nicht antreten konnten. Sein Sieg war von Dopinggerüchten überschattet. Nach dem Rennen wurde Collins positiv getestet. Jedoch fand man heraus, dass die gefundene Substanz in dem Medikament enthalten war, das Collins seit mehreren Jahren gegen sein Asthma einnahm und das er vergessen hatte, gegenüber der medizinischen Kommission zu erwähnen. Collins konnte seinen Titel behalten und kam mit einer Verwarnung davon. Im Finale lief er mit 9,98 s seine persönliche Bestzeit, die er im selben Jahr noch zweimal auf Meetings in Paris und Zürich erreichte.
Bei den Hallenweltmeisterschaften 2003 in Birmingham gewann er die Silbermedaille über 60 Meter in 6,53 s.
Den größten Erfolg seiner Karriere feierte Collins bei den Weltmeisterschaften 2003 in Paris. Nachdem Titelverteidiger und Olympiasieger Maurice Greene bereits im Halbfinale ausgeschieden war, lief Collins in 10,07 s zum Weltmeistertitel über 100 Meter. Das Rennen war eine der knappsten Entscheidungen in der Geschichte der 100-Meter-Rennen. Am Ende trennten nur zwei Hundertstelsekunden die vier Erstplatzierten.
Bei den Olympischen Spielen 2004 erreichte er über 100 Meter den sechsten Platz.
Bei den Weltmeisterschaften 2005 in Helsinki konnte er seinen Titel nicht verteidigen und wurde mit einer Zeit von 10,05 s Dritter hinter Justin Gatlin und Michael Frater. In der zweiten Runde qualifizierte er sich nur über die Zeitregel für das Halbfinale, in dem er auch nur als Vierter seines Laufs den Einzug ins Finale schaffte. Im Finale bewies er allerdings seine Qualitäten als Wettkampfsprinter und überraschte mit dem Gewinn der Bronzemedaille, gehörte er doch aufgrund seiner Saisonbestleistung von 10,00 s und seiner wenig überzeugenden ersten drei Läufe in Helsinki nicht zu den Favoriten im Endlauf. Ein weiterer Karrierehöhepunkt war der Gewinn der Silbermedaille über 60 Meter bei den Hallenweltmeisterschaften 2008 in Valencia.
Bei den Weltmeisterschaften 2011 in Daegu gelang ihm die Überraschung, als er die Bronzemedaille gewann. Nach einem sensationellen Start wurde er auf den letzten Metern noch von Walter Dix überholt und kam nach 10,09 s als Dritter ins Ziel.
Am 24. Oktober 2011 stellte er einen neuen Rekord für die Pan American Games in Guadalajara auf, als er im Halbfinale 10,0 s lief. Im Finale musste er sich mit 10,04 s dem Jamaikaner Lerone Clarke geschlagen geben.
Am 4. August 2012 gab das Nationale Olympische Komitee von St. Kitts und Nevis bekannt, dass Collins nicht bei den Olympischen Spielen 2012 starten dürfe, weil er bei seiner Ehefrau und Trainerin im Hotel übernachtet hatte. Collins gab daraufhin bekannt, dass er nicht mehr für sein Land starten werde.
Beim Athletissima in Lausanne 2013 kam er mit 9,97 s als Vierter ins Ziel. Diese Zeit bedeutete nicht nur eine neue persönliche Bestleistung, sondern auch die Einstellung der Weltbestleistung von über 35 Jahre alten Sprintern, die Linford Christie hält. Diesen Rekord verbesserte er am 20. Juli 2014 bei den Anniversary Games in London auf 9,96 s. Am 29. Mai 2016 konnte er diese Zeit bei der NRW-Gala in Bottrop auf 9,93 s ausbauen, wo er als NRW-Meister und neuer Stadionrekordhalter ins Ziel einlief. Im Jahr 2018 beendete er seine Karriere.

## Persönliche Bestzeiten
| Disziplin | Zeit (s) | Wind (m/s) | Datum          | Ort                  |
| --------- | -------- | ---------- | -------------- | -------------------- |
| 100 m     | 9,93     | +1,9       | 29. Mai 2016   | Bottrop, Deutschland |
| 200 m     | 20,20    | +0,1       | 9. August 2001 | Edmonton, Kanada     |

## Sonstiges
St. Kitts and Nevis ernannte, zu Ehren Kim Collins’ Weltmeistertitel von Paris 2003, den 25. August als Kim Collins Day. Kim Collins hatte bei einer Größe von 1,80 m ein Wettkampfgewicht von 77 kg.